# 布伯
《布伯》是流传于壮族地区的神话故事。其中有散文体、诗歌体等不同版本。散文体的都在民间口头流传，没有统一和固定的标题，有的叫《盘古》，有的叫《洪水的故事》，有的叫《雷公的传说》，有的叫《伏依（或伏羲）兄妹》等等，尽管篇名或叫法不同，内容都是有关布伯的故事。诗歌体的，有民间山歌本和师公唱本。山歌本因各地的山歌形式不同，有五言、七言、勒脚歌、嵌句等形式，多是根据民间口头流传的散文体故事来编唱。师公唱本已发现有来宾、都安、马山等县五个异本（古壮字手抄本），以来宾唱本较为完整。各地的口头流传或唱本在故事情节方面不尽相同，但大体上都包含两个基本内容：前半部叙述布伯为拯救人类，与制造干旱的雷王展开英勇顽强的斗争；后半部叙述布伯牺牲后，他的两个孩子——伏依兄妹再早世界。

## 情節
作品主要塑造了布伯和雷王这两个对立的人物形象。雷王是一个专横跋启、凶残暴皮而又十分狡猾的恶神。故事写他贪婪成性，住在天上却仍不满足于人们供祭的香火，还要掠夺人间的一切劳动果实，达不到目的，就“补天河，糊天池”，制造天下大旱。当布伯上天找他算账，警告他若不下雨就杀死他时，他当面假意应允，过后却磨刀霍霍，准备下来劈死布伯。在他气势汹汹地冲下来要劈死布伯，反而被布伯擒住以后，他极力装出一副可怜相，趁布伯离家之机，骗得伏依兄妹（布伯的两个孩子）给蓝靛水（也有说是猪湘水）喝，然后夺仓逃回天上。临走时，他拔下一颗牙齿给伏依兄妹，说：“我拔下一颗牙齿送给你们，以便报答你们的救命之恩，你们赶紧拿去种吧!过几天就要发大水，天下的人都会死。只有你们兄妹能活”。因为他想到，要是把世间的人都淹死掉，“以后就没人供香火了”，可见他十分阴险狡猾。他逃回天界后不几天，果然兴风作浪，制造洪水漫天，把天下人都淹死了（只剩下伏依兄妹，他俩躲进葫芦里幸免于死）。
主人公布伯为了救民于水火，他带头上天去挖开天河，下地去找龙王要水，龙王不给就拔它的龙须；当人们对天祷告求雨求不到时，他又敢于上天去找雷王，“把雷王拉下殿来，用剑直指雷王的鼻尖”，强迫他给下雨。这是多么勇敢的行为和豪迈的气魄！但是，布伯跟雷王斗争，不仅斗勇，而且斗智。雷王狡猾地骗他说三天内给下雨，而二天后非但不下，反而磨刀霍霍要劈人。布伯得知后，毫无惧色，沉着应战。雷王忘乎所以地冲下来，从屋顶滑到棚台，又从棚台滑下来，摔倒在地上，被“布伯的鸡罩就像一口铜钟那样从上落下来”，“牢牢地罩住再也逃不服了”。最后，布伯还是在雷王以齐天洪水淹没人间的时候牺牲了，但他是战死的，他在死之前，跟雷王进行了一场惊心动魄的殊死战斗。
洪水退尽以后，天下只剩下伏依兄妹。为了不使人类因雷王的危害而灭绝，“启明星”口吐人言，要伏依兄妹结婚，再殖人类。在民间传说中，还有说是别的神仙或精灵（如仙人、乌龟、竹子等）出面来劝他们结婚。
布伯和雷王的斗争，隐约地反映部落之间的矛盾和争斗。故事中雷王的形貌是：青蓝色的脸，鸟的嘴，背上长一双翅膀，舌头像蛇信一般，一伸一缩，吐出一串串火花。他的兄弟中有管风的虎和管水的龙。他原来可能是以鸟图腾为基础，还融化有蛇图腾在内的一个新的氏族部落，联合了虎图腾和龙图腾的氏族成为部落联盟，向布伯这个氏族部落发动战斗。布伯这个氏族部落奋起抵抗，结果失败了，剩下一对兄妹逃生，另行创造新的生活。

## 版本
就作品的思想倾向来说，这些故事大致有两种说法：一种是流传在民间的口头传说，它对布伯是尊祟和敬仰的，而对雷王则始终是厌恶和憎恨的。如说布伯知道雷王故意制造干旱以后，忍无可忍，便带领一班人上天去劈开天河的铜闸放水。雷王率雷兵雷将下来要劈死布伯，反被布伯用计擒住。雷王逃走后，制造洪水漫天，企图毁灭人类。布伯在洪水中与之搏斗，砍断了他的一只脚，最后壮烈牺牲，化成天上的启明星。这个说法，思想倾向是积极奋发的，其意义在于能鼓舞人们勇敢地与大自然、与邪恶势力作斗争。另一种是师公唱本，其基本情节虽与民间口头流传的区别不大，但由于师公是搞宗教活动的，唱本就是他的经文，因此这些唱本渗有较为浓重的宗教迷信的成分。如开篇都是一些对神祟奉恭维的话，然后请各种神来坐坛，这完全是为了求神而设置的。传说中雷王是破脚的（因被布伯砍掉了一只），唱本却忌讳不提；特别是在布伯死后，一切善后都由雷王来安排和处理，如说伏依兄妹结婚后生下一地肉团，是雷王大发慈悲，下来帮他们把肉团割成碎片到处抛撤，使那些碎肉片变成了许许多多的人，从此人类得以再生。如此之说，自然就把凶恶的雷王描绘成知思报德、改恶从善的人了，这显然是对神的屈服和美化，是师公为适应宗教的需要而加以篡改或编造的（民间口头流传的是，把肉团剁碎是伏依兄妹所为）。
故事中一些情节可能是后来加入的，如“雷王收租”这一情节，这个内容与民间故事《地主与农民》中部分内容相同，只是人称不同。在其他口头流传的有关布伯的故事中，一般都没有“雷王收租”这个内容情节，只说雷王之所以要制造干旱，是因为他怪罪人间获得收成后没有向他祭供。